# Lindsaea repanda
Lindsaea repanda är en ormbunkeart som beskrevs av Kze. Lindsaea repanda ingår i släktet Lindsaea och familjen Lindsaeaceae. Inga underarter finns listade.